# Rainald II. (Geldern)
Rainald II. von Geldern (* um 1295; † 12. Oktober 1343 in Arnheim, genannt der Rote beziehungsweise der Schwarze) war Herrscher der Grafschaft Geldern, die 1339 zum Herzogtum Geldern erhoben wurde, und stammte aus der Familie der Flamenses.

## Leben

Wappen von Reinald II aus dem Wapenboek Gelre

Rainald II. war Sohn des Rainald I. von Geldern und der Margareta von Flandern (auch als Margarete de Dampierre bezeichnet).
Am 11. Januar 1311 heiratete er zu Roermond Sophia Berthout († 6. Mai 1329), die Erbin der Herrschaft Mechelen und Nichte des Bischofs Wilhelm von Utrecht (1296–1301). Mit ihr hatte er die Kinder Margareta, Erbin von Mechelen (* um 1320; † 1338) sie starb unverheiratet, Mechtild (* um 1325; † 21. September 1384 in Huissen), Elisabeth/Isabella (* ?; † 10. Dezember 1376 im Kloster Graefenthal) und Maria (* ?; † November 1397), verheiratet mit Wilhelm II. von Jülich.
Aufgrund des teilweise recht eigentümlichen Regierungsstils seines Vaters erklärte er diesen 1316 für regierungsunfähig und übernahm die Regentschaft. Die meisten Untertanen unter Führung Nimwegens standen zum Grafensohn, während Arnheim und die Veluwe zu Rainald I. standen. Es kam durch die politischen Differenzen kurzfristig zu einer politischen Beteiligung der Vasallen, Dienstleute und Stadtschöffen (der späteren Landstände). Mit der Gefangennahme des Vaters durch den Sohn 1320 schuf letzterer klare Verhältnisse. Bis zum Tod seines Vaters am 9. Oktober 1326 übte er die Macht als Sohn des Grafen von Geldern aus, danach nannte er sich Graf von Geldern und Zutphen.
Rainald II. erließ von 1321 bis 1335 Land- und Deichrechte für die einzelnen Landesteile und fixierte damit das überlieferte Gewohnheitsrecht. Erstmals ist dadurch ein Ansatz der Rechtssicherheit geschaffen, da die Statuten sowohl für die Regierenden wie die Untertanen gültig waren. Auch die nachfolgenden Herrscher erneuerten diese Rechte immer wieder. Unter Rainald kam es wahrscheinlich zu einer ersten Verwaltungsgliederung der Länder in Ämter.
1328 kämpfte Reinald II. erfolgreich für den Bischof von Lüttich und kassierte dafür eine hohe Summe (oder bekam Rechte mit entsprechendem Gegenwert?). Im gleichen Jahr nahm er auch an der Kaiserkrönung Ludwigs des Bayern in Italien teil. Mit dem Aussterben der Kapetinger in Frankreich kündigten sich Auseinandersetzungen an, in deren Vorfeld Rainald zusammen mit Wilhelm V. von Jülich schon früh das deutsch-englische Bündnis initiierte und für Eduard III. von England Partei ergriff.
Am 20. Oktober 1331 fand seine zweite Heirat mit der Prinzessin Eleonore von England (Tochter des Königs Eduard II.) statt. Zusammen hatten sie die Kinder Rainald und Eduard.
1332 gehörte er der großen anti-brabantischen Koalition an, die sich später politisch umorientierte und ab 1334 mit Brabant gegen Frankreich vorging. Dieses Bündnis stand ab 1337 auch König Eduard III. bei der Durchsetzung seiner Ansprüche auf den französischen Thron zur Seite. Dabei nahm Rainald eine entscheidende Rolle ein, indem er flandrische Städte für Eduard eroberte und zeitweise die Funktion des königlichen Stellvertreters in Flandern übernahm. Flandern war für England wegen seiner beträchtlichen Wollimporte ein wichtiger Absatzmarkt. In diesen Jahren war Graf Rainald II. von Geldern zu einer in ganz Europa beachteten Persönlichkeit aufgestiegen.
Am 19. März 1339 wurde Rainald als Herzog von Geldern und Graf von Zutphen auf dem Reichstag in Frankfurt in den Reichsfürstenstand erhoben und mit Ostfriesland belehnt. Beeinflusst wurde diese Entscheidung sicherlich auch durch seine wichtige Mittlerrolle zwischen dem Kaiser Ludwig dem Bayern, der mit Margarethe von Holland verheiratet war, und Eduard III. von England, mit dessen Schwester Eleonore von England Rainald II. seit 1331 verheiratet war. 1342 stiftete er das Kartäuserkloster Monnikhuizen bei Arnheim. 1343 verlegte Rainald seine Residenz von Geldern nach Nimwegen, verstarb jedoch im gleichen Jahr noch unerwartet in Arnheim und wurde im nahen Kloster Monnikhuizen begraben.
Rainald hatte ein sehr ausgeprägtes Selbstbewusstsein, führte einen aufwändigen Hof und konnte den geldrischen Herrschaftsbereich deutlich ausweiten – gegenüber Kleve setzte er Ansprüche im Reichswald durch und erstritt Herrschaftsrechte über Weeze, die Grafschaft Kessel, dem Brabant nahm er Tiel, Zandwijk und Heerewaarden ab, von Utrecht bekam er in Absprache mit Holland das Salland, Twente und Drenthe verpfändet und er gewann die Herrschaften Bredevoort, Heinsberg, Issum, Mechelen und Berenbroich. Dieses Fürstentum brachte ihm beträchtliche Einkünfte, insbesondere auch aus den Flusszöllen auf Rhein und Maas. Den Einnahmen standen jedoch hohe Ausgaben und mehrere große Darlehen an den König von England für dessen Kriegsführung gegen Frankreich gegenüber. Seinen noch minderjährigen Kindern aus zweiter Ehe und seiner Frau hinterließ er 1343 eine schwierige politische Situation zwischen den Fronten europäischer Konflikte. Er liegt, ebenso wie seine Eltern, im Kloster Graefenthal bei Goch begraben.